# José Belo Marques
José Ramos Belo Costa Marques du Boutac (Leiria, 25 de janeiro de 1898 — Sobral de Monte Agraço, 27 de março de 1987 foi um violoncelista, compositor e orquestrador português. Em 2013, a família de Belo Marques doou o seu espólio ao Arquivo Distrital de Leiria.

## Biografia
Nascido na região de Batalha, em 25 de Janeiro de 1898, iniciou em Leiria os seus estudos musicais aos nove anos de idade, com o Prof. Joaquim Silva, aprendendo a lidação de vários instrumentos, e participando em vários agrupamentos musicais, prosseguindo-os em Lisboa. E era já considerado "menino prodígio" por dominar já vários instrumentos aos treze anos, após quatro anos de estudo, dado a que não teve uma formação musical convencional.
Aos 16 anos, Belo Marques foi contratado para o Casino Mondego, na Figueira da Foz, onde conheceu o violoncelista João Passos, que virá a ser o seu mentor na escolha desse instrumento.
Tornou-se músico profissional em 1918, dedicando-se à atuação em paquetes que se dirigiam à América do Sul, percorrendo vários países da Europa e da América, e aprofundando os seus conhecimentos musicais.
Em 1924, regressou a Portugal para cumprir o serviço militar. Em 1926, foi para Santarém, onde fundou e dirigiu o Orfeão Scalabitano. Em 1929, viajou até às Ilhas Adjacentes dos Açores e da Madeira, dirigindo em Funchal uma orquestra privativa de 35 elementos, à qual imprimiu um estilo de grande qualidade, e que durou até ao final da sua carreira.
Regressa a Lisboa para fazer parte da Orquestra Sinfónica Portuguesa do Teatro de São Carlos, dirigida por Pedro Blanch, e da Orquestra Sinfónica de Lisboa, dirigida por David de Sousa, e entre 1932 e 1935, começa a trabalhar regularmente no Casino Estoril.
Em 1935, ingressou nos quadros da Emissora Nacional, onde permaneceu três anos como 1º violoncelista da Orquestra Sinfónica da Emissora Nacional, dirigida por Pedro de Freitas Branco.
Durante a sua estadia na estação oficial, com um salário bastante reduzido, e considerado pelo próprio como "Mesquinho", Belo Marques fundou e orientou o Quarteto Vocal Português constituído pelas vozes de Motta Pereira, Paulo Amorim, Guilherme Kjolner e Fernando Pereira, fundando também a Orquestra de Salão, a Orquestra Ligeira e a Orquestra de Variedades, e remodelando a Orquestra Típica Portuguesa, à altura dirigida por Raúl de Campos.
Em 1938, abandona a Emissora Nacional para desempenhar o cargo de Director do Rádio Clube de Moçambique, onde fundou o seu Coro Feminino e as suas Orquestras Típica e de Salão.
Durante a sua estada em Moçambique, estudou profundamente o folclore indígena, faz uma recolha etno-musicológica da região de Tonga e Machangane, das terras de Zavala e Inharrime, do qual resultou o livro Música Negra. Estudos do Folclore Tonga, editado pela Agência Geral das Colónias, em 1943.
Os ritmos e melodias por si recolhidos foram reunidos numa obra em seis andamentos, Fantasia Negra, uma fantasia sinfónica para coro e orquestra, que viria a estrear em 19 de Outubro de 1944, no Teatro de São Carlos, com a Orquestra Sinfónica Nacional, dirigida por si.
Regressou à Emissora Nacional, em 1941, onde se dedica totalmente à canção popular e ligeira, somente por motivos economico-financeiros, regressando à Orquestra Sinfónica da Emissora Nacional como violoncelista, sendo responsável pela recriação de 4 orquestras novas na estação pública: a Orquestra Ligeira, dirigida por Fernando de Carvalho e Tavares Belo, a Orquestra de Variedades, dirigida por António Melo e Fernando de Carvalho, a Orquestra Típica Portuguesa, refundada sob a sua direcção, e a Orquestra de Salão, em parceria com René Bohet, entre 1942 e 1945, e depois como titular entre 1948 e 1954.
Na Emissora Nacional, criou o Centro de Preparação de Artistas, que contribuiu para o lançamento de novas estrelas da rádio como os cançonetistas Francisco José, Júlia Barroso, Tony de Matos, Simone de Oliveira, Madalena Iglésias e Maria de Fátima Bravo, entre outros.
No Festival da Canção Latina, foi representar Portugal com Maria de Lourdes Resende e Guilherme Kjolner, sendo-lhes concedidos os dois primeiros prémios.
Dirigiu durante as décadas de 40 e 50, em simultâneo, a Orquestra Típica Portuguesa, até à sua extinção em 1954, por ordem da direcção da Emissora, a Orquestra de Salão da Emissora Nacional e o Coro Feminino da Emissora Nacional.
Com a extinção das mesmas, Belo Marques reformula a sua orquestra privativa de estúdio, e com os elementos da Orquestra Típica Portuguesa, viria a fundar a sua orquestra típica, e ambas ficariam em constante actividade, gravando muitos discos até 1960.
Em 1956, viria a ser um dos ajudantes na fundação da Orquestra Típica e Coral de Alcobaça, que teria uma projecção e popularidade surpreendentes na década de 60 do Séc. XX, quando foi dirigida por Alves Coelho Filho.
Em 1958, foi demitido da Emissora Nacional, em virtude de ter votado, supostamente, no General Humberto Delgado, emas regressaria à rádio pública, desta vez com o cargo de Compositor Assistente da 2ª Secção do Gabinete de Estudos Musicais, podendo dedicar-se exclusivamente à Música Erudita, e graças a isso, retirou-se na década de 1960, com o relançamento em 78 rotações das gravações oficiais do "Fandango da Suite Alentejana" de Luís de Freitas Branco, e da "Rapsódia Alentejana" de Sousa Morais.
Com a chegada do 25 de Abril de 1974, de imediato, Belo Marques escreveu uma carta à estação oficial para poderem ver o que podiam fazer sobre a sua situação e a sua obra na estação, que resultou na nomeação imediata como Consultor de Programas Musicais, com um ordenado vitalício fixo de 11.500 escudos, e que Belo Marques exerceu com muito empenho até 1981, quando foi reformado compulsivamente para receber uma pensão de 5 mil escudos.
Foi precisamente em 1981 que Belo Marques foi homenageado por Raúl Solnado, Carlos Cruz e Fialho Gouveia no 1º programa da série "E o Resto São Cantigas". Foi ainda nomeado como director de programas da Televisão Experimental de Moçambique, antecessora da TVM.
Faleceu em 1987, na sua casa em Sobral do Monte Agraço.

## Obra Musical
Em 1913, Belo Marques providencia a sua primeira composição, «Águas Correntes», com poema de Couceiro da Costa.
O seu currículo musical, entregue pelo próprio à Emissora Nacional, é constituído por 18 peças de Música Sinfónica, 600 partituras de arranjos e orquestrações diversas do Folclore Português, e umas 700 canções.
No espólio de Música Erudita, encontram-se peças como "Canção de Um Dia", com texto de Couceiro da Costa, o "Concerto de Violino e Orquestra", as óperas "O Moinho do Diabo", "Joaninha dos Olhos Verdes" e "Thalis". Infelizmente, as duas primeiras desapareceram, e a terceira encontra-se incompleta.
Em 1938, Belo Marques escreveu a banda sonora do filme "A Rosa do Adro" de Chianca de Garcia, compondo também a música da revista Rosmaninho, de Silva Tavares e Mário Marques. A canção A Minha Aldeia, incluída nesta peça, e interpretada pela voz de Maria Helena Matos, constituiu o seu primeiro sucesso comercial, registado em disco no ano de 1954, pela sua Orquestra privativa, e cantado por Anita Guerreiro, com a guitarra de Casimiro Ramos e a viola de Miguel Ramos. Ambos com muito sucesso.
Em 1940, compôs a "Marcha Triunfal a Mousinho", nas festas dedicadas a Mouzinho de Albuquerque, no Teatro Gil Vicente, em Lourenço Marques (actual Maputo), um evento que viria a reunir os vários orfeões participantes - o orfeão do Instituto Portugal, Escola Chinesa, Escola de Artes e Ofícios da Moamba e o grupo coral Indo-Português, compondo em simultâneo a "Marcha à Mocidade Portuguesa de Inhambane".
Em 1941, compôs o poema sinfónico "Bartolomeu Dias" e a fantasia "Masseça", fantasia composta "sobre motivos indígenas”, tendo como base a canção que é cantada em tôda a região de Masseça com a mesma popularidade do «Vira» em Portugal. Ambas as peças foram incluídas na sua "Fantasia Negra", fantasia em seis andamentos, onde o próprio conseguiu, com muita dificuldade, executar a técnica da Escala Nicrocromática do Quarto de Tom, recolhido pelo próprio em Moçambique, durante as suas investigações em Zavala, e aprovado por um Congresso Internacional em Viena de Áustria.
Em 1943, compôs para a Orquestra Típica Portuguesa uma das suas obras mais bem-sucedidas em originalidade e autenticidade, a "Valsa Portuguesa", que foi composta sobre motivos populares portugueses, à semelhança do processo de composição da fantasia "Masseça". E no mesmo ano, concebeu a obra "A Aranha de Mil Pés", poema sinfónico para violino concertino e orquestra sinfónica, com o sinónimo de "Lhanlhallatty", estreado em público no dia 8 de Abril de 1943, pelo violinista Eduardo Leal e pela Orquestra da Sociedade Artística de Concertos de Lourenço Marques, e entregue pelo autor à Emissora Nacional na sua lista de 18 obras sinfónicas.
O curioso é que, durante muito tempo, as suas obras não tinham direito à protecção de direitos de autor, ou seja, Belo Marques não recebia nada por elas. E graças à estreia da "Fantasia Negra", António Ferro tinha determinado que Belo Marques não receberia os 14.000$00 que lhe estavam destinados. Motivo que foi o principal para Belo Marques enveredar na música ligeira, que considerava como "música fácil", "obra inferior", "melodia acompanhada com efeitos harmónicos espampanantes", ou "música de ocasião". Opinião partilhada por Fernando Lopes-Graça, um dos reconhecedores do talento do compositor.
Na fase final da sua vida, Belo Marques viria a conceber 2 Quartetos Concertantes para Orquestra de Câmara, 2 Poemas Sinfónicos bastante extensivos, de seus nomes "A Aranha de Mil Pés" e "Humus".
A sua composição mais conhecida, Alcobaça, com letra de João Silva Tavares, criação de Cidália Meireles e interpretação de Maria de Lourdes Resende, data dos finais dos anos 40 e inícios dos anos 50. E como costumava afirmar em várias entrevistas, o sucesso da canção pagou-lhe a casa que construiu em Arruda dos Vinhos, Sobral de Monte Agraço.
A mesma Maria de Lourdes viria a consagrar também Feia, outro sucesso comercial saído da pena de Belo Marques, que muitos criticaram pelo facto de a mesma não se adequar ao perfil da cançonetista.
Uma das canções mais importantes de Belo Marques é "Sabe-se Lá", cantada por Manuel Fernandes, em que o autor emocionava-se sempre que a executava ou a escutava, não conseguindo conter as lágrimas.
Grande parte dos seus êxitos foram registados em disco a partir de 1951, nas marcas das editoras "Ibéria" e "Estoril", através de vários intérpretes e orquestras, entre eles a Orquestra Típica Portuguesa, Maria de Lourdes Resende, Tristão da Silva, Francisco José, Maria Fernanda Soares, a Orquestra Típica de Belo Marques, a Orquestra Ibéria, a Orquestra Típica Estoril, a Orquestra Típica da Ibéria, a Orquestra privativa do compositor, etc.
Todo esse legado viria a ser reeditado, em grande parte, em CDs editados pela Fundação Manuel Simões, através da Discoteca Amália, com a marca "Estoril", e que hoje são muito raros de se encontrar no mercado.
Viria também a contribuir para a Publicidade, compondo a marcha "Oliva", para a voz de Maria de Lourdes Resende, gravada em Março de 1951 com o Coro Feminino da Emissora Nacional e a Orquestra Típica Portuguesa, num disco que foi extensivamente divulgado nas rádios, nos altifalantes das Festas e Romarias de Portugal, e nos meios rurais onde a Oliva realizava a promoção dos seus produtos, oferecendo diversos exemplares às pessoas, visto serem os únicos detentores do disco.

## Distinções
Entre as distinções que lhe foram conferidas, contam-se as seguintes:
- Regente honoris causa da Escola de Música do Conservatório Nacional;
- Primeiro prémio do Festival Internacional Latino, de Paris (1938);
- Segundo prémio do Concurso Internacional da Canção Latina, de Veneza (1955)[1][2]

## Ligações Externas
«Homenagem ao maestro Belo Marques»